# Vulcanodon karibaensis
Vulcanodon karibaensis ('dent de volcà de Kariba') és una espècie de dinosaure sauròpode relativament primitiu i petit que va viure a l'actual Zimbàbue al Juràssic inferior. Les seves petites dents amb marge serrat eren com els d'un prosauròpode, però les potes eren de sauròpode. Feia uns 6,5 metres de longitud.
Es coneix una única espècie, V. karibaensis, descrita per Raath l'any 1972.